# Кпелле
Кпелле (англ. Kpelle , фр. Guerzé) — народ у Західній Африці.
Народність кпелле належить до мовної підгрупи манде нігеро-конголезької групи. Для мови кпелле в 1930-ті роки було розроблено свою писемність (кпелле), проте зараз застосовується латинський шрифт.

## Поширення
В даний час кпелле налічується близько 1 мільйона осіб, з яких приблизно 65% проживають в Ліберії (південні кпелле), а решта — у Гвінеї (північні, або французькі кпелле). На 1985 рік у Ліберії жило 430 000 кпелле, в Гвінеї — 240 000.
У Ліберії кпелле, звані також Кессі, мешкають у внутрішніх районах країни, в межиріччі Сент-Пола і Сент-Джона. Гвінейські кпелле (або Герзе) живуть на південному сході Гвінеї (у Лісовій Гвінеї), по межі з Ліберією.

## Побут
Головними сільськогосподарськими культурами цього народу є рис і маніок. Крім цього, кпелле займаються полюванням, рибальством і збиранням. Скотарство розвинене слабо. Розвинені ремісничі професії. Останнім часом у кпелле також прищеплюються такі культури, як цукрова тростина, кава і какао. Багато кпелле займаються підробітком, наймаючись робітниками на каучукові плантації та родовища.

## Вірування
За віросповіданням кпелле в Ліберії в основному сповідують християнство. Є також невеликі групи мусульман, решта — анімісти. У Гвінеї кпелле в своїй більшості сповідують традиційні африканські релігії.